# Hetmańcy
Hetmańcy (skoropadczycy) – ukraiński konserwatywny ruch polityczny w XX wieku, mający na celu przywrócenie Hetmanatu (Państwa Ukraińskiego), z hetmanem Pawłem Skoropadskim na czele.
W ruchu tym działało wiele organizacji, największą z nich był Związek Państwowców Hetmańskich. Ruch opierał się na konserwatywnej ideologii Wiaczesława Łypynśkiego (Wacława Lipińskiego).